# Oberea delongi
Oberea delongi är en skalbaggsart som beskrevs av Knull 1928. Oberea delongi ingår i släktet Oberea och familjen långhorningar. Inga underarter finns listade i Catalogue of Life.